# Jimmy Reed
Mathis James Reed, detto Jimmy (Dunleith, 6 settembre 1925 – Oakland, 29 agosto 1976), è stato un cantante statunitense di musica blues noto per aver portato il suo stile distintivo al grande pubblico.
Era specializzato nel campo dell'electric blues. Il suo canto pigro, l'armonica penetrante e la chitarra ipnotica furono alcuni dei suoni più facilmente identificabili del blues degli anni cinquanta e sessanta.

## Biografia
Reed nacque nel 1925 in un paesino del Mississippi, imparando a suonare l'armonica e la chitarra da Eddie Taylor, un amico intimo. Dopo aver fatto l'artista di strada si stabilì a Chicago ma venne reclutato in marina per la seconda guerra mondiale. Tornato, si sposò e si trasferì a Gary (Indiana) per lavorare in uno stabilimento di impacchettamento di carni. La moglie Mary Reed appare in alcuni suoi successi come Baby What You Want Me to Do, Big Boss Man e Bright Lights, Big City.
Negli anni 1950 si affermò come musicista popolare; non riuscì a concludere un contratto con la Chess Records ma ci riuscì con la Vee Jay Records con cui avrebbe inciso la sua prima hit, You Don't Have to Go, seguita da altri successi. Nel 1957 sviluppò l'epilessia, che non sarebbe stata presa sul serio perché diagnosticata molto dopo su quello che sembrava delirium tremens.
Nonostante le molte hit, i suoi problemi personali gli impedirono di avere lo stesso successo degli altri artisti blues, anche se fece più canzoni di tanti altri. Quando la Vee Jay Records chiuse i battenti, firmò un contratto con la ABC Records ma non fu capace di fare un'altra hit.
Morì a Oakland in California nel 1976 poco prima del suo 51º compleanno. È seppellito nel Lincoln Cemetery a Worth (Illinois).

## Discografia

### Album
| Anno | Album                                                                |
| ---- | -------------------------------------------------------------------- |
| 1958 | I'm Jimmy Reed                                                       |
| 1959 | Rockin' with Reed                                                    |
| 1960 | Found Love                                                           |
| 1960 | Now Appearing                                                        |
| 1961 | Jimmy Reed at Carnegie Hall                                          |
| 1962 | Just Jimmy Reed                                                      |
| 1963 | Jimmy Reed Plays 12 String Guitar Blues                              |
| 1963 | Jimmy Reed Sings the Best of the Blues                               |
| 1963 | T'Ain't No Big Thing but He Is...Jimmy Reed                          |
| 1964 | Jimmy Reed at Soul City                                              |
| 1965 | The Legend: The Man                                                  |
| 1967 | The New Jimmy Reed Album                                             |
| 1967 | Soulin'                                                              |
| 1968 | Big Boss Man                                                         |
| 1968 | Down in Virginia                                                     |
| 1971 | Found Love                                                           |
| 1973 | I Ain't from Chicago                                                 |
| 1976 | Blues Is My Business                                                 |
| 1980 | I'm Going to Upside Your Head (compilation, Charly Records CRB 1003) |
| 1985 | I'm the Man Down There (compilation, Charly Records CRB 1082)        |

### Singoli
- 1955 - You Don't Have To Go
- 1955 - Boogie In The Dark
- 1955 - I Don't Go For That
- 1956 - Ain't That Loving You Baby
- 1956 - Can't Stand To See You Go
- 1956 - I Love You, Baby
- 1956 - You Got Me Dizzy
- 1957 - Honey, Where You Going?
- 1957 - Little Rain
- 1957 - The Sun Is Shining
- 1957 - Honest I Do
- 1958 - I Know It's A Sin
- 1958 - I'm Gonna Get My Baby
- 1959 - I Told You, Baby
- 1959 - Take Out Some Insurance
- 1959 - Going To New York
- 1959 - Baby What You Want Me To Do
- 1960 - Found Love
- 1960 - Hush Hush
- 1961 - Close Together
- 1961 - Big Boss Man
- 1961 - Bright Lights, Big City
- 1963 - Shame, Shame, Shame